# Turraea rhombifolia
Turraea rhombifolia är en tvåhjärtbladig växtart som beskrevs av John Gilbert Baker. Turraea rhombifolia ingår i släktet Turraea och familjen Meliaceae. Inga underarter finns listade i Catalogue of Life.